# China Railways HXD3
A China Railways HXD3 sorozat egy kínai 25 kV 50 Hz AC áramrendszerű, Co'Co' tengelyelrendezésű villamosmozdony-sorozat. A China Railways üzemelteti. Összesen 1040 db készült belőle. Beceneve: Majom.
A mozdonyokat a villamosított fővonalakon használják az 5000 tonnás tehervonatok vontatására.